# Les Gagnants (film)
Pour les articles homonymes, voir Les Gagnants.
Pour plus de détails, voir Fiche technique et Distribution.
Les Gagnants est une comédie française réalisée par Az et Laurent Junca, sortie en 2022.

## Synopsis
Tom Leroy est un artiste humoriste adulé, mais tout se dérègle lorsqu'une vidéo privée où il apparaît odieux — ce qu'il est finalement hors de la scène — en singeant un de ses fans, est mise par erreur sur internet. La réaction des réseaux sociaux est immédiate, il subit une vague de railleries et de critiques si bien que les réservations pour ses spectacles sont en chute libre. Son producteur cherche un moyen de rétablir la situation. La solution serait de faire diversion en organisant un tirage au sort de deux fans qui pourraient passer une semaine chez lui, filmés en direct pour internet afin de rendre Leroy sympathique.
Alors que le tirage au sort devait être truqué, l'opération capote et les deux gagnants ne correspondent pas du tout au profil espéré. Il s'agit de Nabil, un passionné de tuning, obsédé par le bling-bling et de Nicolas, un hurluberlu, joueur passionné de flûte et aux idées fixes bizarres. Leur cohabitation avec Tom Leroy, aux prises avec sa fille qui lui reproche son absence et ses obligations professionnelles, va générer un grand nombre de situations burlesques.

## Fiche technique
Sauf indication contraire, les informations mentionnées dans cette section peuvent être confirmées par les bases de données cinématographiques IMDb et Allociné,  présentes dans la section « Liens externes ».
- Titre original : Les Gagnants
- Réalisation : Az et Laurent Junca
- Scénario : Az et Laurent Junca
- Musique : Clément Dumoulin
- Décors : Bruno Margery
- Costumes : Sabrina Riccardi
- Photographie : Pascal Lagriffoul
- Montage : Frédérique Olszak
- Production : Valérie Garcia
  - Production exécutive : Patrice Godin
- Sociétés de production : Gabman, SIL, FDB Imago, Panda Films, Chapka Films et Belga Films
- Société de distribution : ARP Sélection
- Pays de production :  France
- Langue originale : français
- Format : couleur — 2,35:1
- Genre : comédie
- Durée : 85 minutes
- Dates de sortie :
  - France : 13 avril 2022[1]

## Distribution
Sauf indication contraire, les informations mentionnées dans cette section peuvent être confirmées par les bases de données cinématographiques IMDb et Allociné,  présentes dans la section « Liens externes ».
- JoeyStarr : Tom Leroy
- Alban Ivanov : Nicolas
- Az : Nabil
- Adèle Galloy : Tania
- Samuel Bambi : Yannick
- Gloria Colston : Julie
- Éric Laugérias : Claude Dumont
- Aurélie Konaté : Carole
- Titoff : Le Gardien
- Samuel Debure : François Sylvestre
- Matthias Quiviger : le conducteur d'une Ferrari jaune

## Accueil

### Box-office
Le jour de sa sortie, le film se place à la 5e position du box-office français des nouveautés de la semaine, en réalisant 6 088 entrées pour 258 copies. Avec sa première semaine d'exploitation en France, le film se place en 10e position du box-office avec 35 199 entrées, derrière le film d'animation jeunesse allemand Max et Emmy : Mission Pâques (49 805),.
Au bout de trois semaines d'exploitation, le film a réalisé 49 142 entrées , trop peu pour rentrer dans les frais de ses 4,7 millions d'euros de budget.